# لينا الجربوني
لينا الجربوني ولدت في 1 نوفمبر 1974 بمدينة عكا في فلسطين، أسيرة فلسطينية ملقبة بعميدة أسيرات فلسطين، حيث تعتبر أول أسيرة فلسطينية تمضي أكثر من 15 عاما في سجون الاحتلال الإسرائيلي، كما أنها اختيرت من وزارة شؤون المرأة الفلسطينية للقب امرأة العام لعام 2015م. صباح يوم الأحد 16 أبريل 2017 أفرجت عنها السلطات الإسرائيلية بعد قضائها 15 عاماً في السجن.

## حياتها
ولدت الأسيرة لينا أحمد جربوني في الحادي عشر من يناير عام 1974م لأسرة فلسطينية مناضلة في بلدة عرابة، البطوف، وهي إحدى القرى الفلسطينية القريبة من مدينة عكا الساحلية داخل الأراضي المحتلة عام 1948م، وكان والدها الحاج أحمد قد اعتقل أواخر سبعينيات وبداية ثمانينات القرن الماضي وأمضى ثماني سنوات في السجون«الإسرائيلية».اعتقلت لينا الجربوني في الثامن عشر من أبريل عام 2002م بتهمة الانتماء لحركة الجهاد الإسلامي ومساعدة رجال المقاومة في تنفيذ عملياتهم الفدائية وأنشطتهم ضد الاحتلال، وصدر بحقها حكما بالسجن الفعلي لمدة 17 عاما.وتعتبر لينا إحدى الاسرات الخمس اللواتي لم تشملهن صفقة التبادل الأولى والثانية.

## عائلتها وتعليمها
تعتبر لينا الأخت الوسطى من بين تسع شقيقات وثمانية أشقاء رزق بهن الحاج أحمد الجربوني من زوجتين اثنتين. تلقت تعليمها الابتدائي والإعدادي والثانوي في مدارس القرية، كما أنهت دراسة الثانوية العامة في الفرع الأدبي عام 1992م غير أن وضع أسرتها المادي حال دون إكمال دراستها الجامعية.

## نضالها داخل سجن الاحتلال
وتعتبر لينا، والتي خُولت بالتحدث باسم الأسيرات في سجن هشارون أمام إدارة السجون، أول مرأة فلسطينية تمضي أكثر من 15 عاما في سجون الاحتلال، وأقدمت على تعليم الأسيرات اللغة العبرية وطريقة إتقانها بحكم قضاء سنوات عمرها داخل الأراضي المحتلة، وأبرزت مهاراتها بتعليم الأسيرات لمهنة التطريز والخياطة، وكذلك إقامة دورات عديدة منها (الأحكام والتجويد والتفسير).
وتعرضت لينا التي تنتمي إلى حركة الجهاد الإسلامي، في بدايات اعتقالها لتحقيق قاسي في مركز «الجلمة» لمدة 30 يوماً تعرضت خلالها لشتى أنواع التحقيق والاستجواب، على أيدي المحققين الصهاينة، بالإضافة إلى أشكال متعددة من التعذيب النفسي والجسدي والإهانة، ونقلها للعزل الانفرادي وحرمانها من النوم وتعريضها للشبح واعتقال ذوويها للضغط عليها، قبل أن تحكم عليها بالسجن سبعة عشر عاماً.
وتقول مصادر حقوقية أن الأسيرة «لينا» لا زالت تعاني حتى الآن من أورام مختلفة في الجسد، وأوجاع في القدمين، بالإضافة إلى وجع الرأس المتواصل، يقابله على الناحية الأخرى إهمال طبي متعمد من قبل إدارة مصلحة السجون الصهيونية.

## الإفراج عنها
أفرجت عنها السلطات الإسرائيلية صباح يوم الأحد 16 أبريل 2017 من عرابة البطوف بالداخل الفلسطيني المحتل، بعد قضائها 15 عامًا في السجون الإسرائيلية. وكان في انتظار الأسيرة العشرات من أهلها وأترابها وبعض قيادات وكوادر الأحزاب والحركات الوطنية.
واعتقل الاحتلال الجربوني عام 2001 وخضعت لاعتقال قاس في معتقل الجلمة، وذلك للتحقيق معها في حينه بشبهات انضمامها للجهاد الإسلامي، وجرى إدانتها بالمحكمة والحكم عليها بالسجن الفعلي لمدة 17 عاما. وأمضت جربوني 15 عاما في السجن، وكان اسمها قد أدرج في المفاوضات في صفقة وفاء الأحرار (شاليط) لتبادل الأسرى، غير أن تعنت السلطات الإسرائيلية حال دون الإفراج عنها رغم مرضها.